# Лауреаты Государственной премии Российской Федерации за 1996 год

## Лауреаты в области литературы и искусства

### В области литературы
За роман-трилогию «Оглашенные»
- Битов, Андрей Георгиевич, прозаик.

За сборник поэм «Предсказание»
- Рейн, Евгений Борисович, поэт.

### В области архитектуры
За возрождение городского ансамбля Великого Новгорода как результат восстановления и реставрации памятников архитектуры XII—XVII веков г. Новгорода и его окрестностей
- Гладенко, Тамара Викторовна (посмертно), архитектор.
- Красноречьев, Леонид Егорович, архитектор.
- Штендер, Григорий Михайлович (посмертно), архитектор.
- Шуляк, Любовь Митрофановна (посмертно), архитектор.
- Липатов, Геннадий Петрович, реставратор.
- Никольский, Михаил Алексеевич (посмертно), реставратор.
- Платонов, Владимир Федорович, реставратор.
- Стрижов, Евгений Антонович, реставратор.

За научные исследования на тему «Российский художественный авангард первой трети XX века. (Архитектура и дизайн)», опубликованные в 1993—1996 годах
- Хан-Магомедов, Селим Омарович, архитектор.

За развитие региональной архитектурной школы в г. Нижний Новгород и создание в его центре административных зданий на улицах Горького, Фрунзе и банка «Гарантия» на улице Малая Покровская
- Харитонов, Александр Евгеньевич, руководитель авторского коллектива.
- Пестов, Евгений Николаевич, руководитель авторского коллектива.
- Гольцев, Игорь Николаевич, архитектор.
- Осин, Юрий Платонович (посмертно), архитектор.
- Попов, Сергей Геннадьевич, архитектор.
- Филюшкин, Михаил Владиленович, архитектор.

### В области дизайна
За формирование светоцветовой среды Москвы
- Матросов, Александр Сергеевич, руководитель работы, инженер-строитель.
- Кобзев, Геннадий Николаевич, инженер-электрик.
- Гостев, Виктор Федорович (посмертно), архитектор.
- Ефимов, Андрей Владимирович, архитектор.
- Жибуртович, Ольга Львовна, архитектор.
- Щепетков, Николай Иванович, архитектор.
- Боос, Георгий Валентинович, инженер-светотехник.
- Пятигорский, Владимир Михайлович, инженер-светотехник.

За дизайнерскую и эргономическую разработку семейства самолетов Су-27
- Сухой, Павел Осипович (посмертно), руководитель авторского коллектива.
- Симонов, Михаил Петрович, руководитель авторского коллектива.
- Антонов, Владимир Иванович, автор работы.
- Авраменко, Владимир Николаевич, автор работы.
- Ильюшин, Владимир Сергеевич, автор работы.
- Кашафутдинов, Станислав Тиморкаевич, автор работы.
- Кнышев, Алексей Иванович, автор работы.
- Погосян, Михаил Асланович, автор работы.

### В области изобразительного искусства
За серии работ «Артефакты», созданных в 1990—1996 годах
- Инфанте, Франсиско, художник.

За цикл живописных произведений «Тихая моя Родина»
- Сидоров, Валентин Михайлович, художник.

### В области киноискусства
За художественные фильмы «Паспорт», «Настя», «Орёл и решка»
- Данелия, Георгий Николаевич, режиссёр-постановщик.

За документальные фильмы «Элегия из России… Этюды для сна», «Духовные голоса»
- Сокуров, Александр Николаевич, режиссёр-постановщик.

За мультипликационные фильмы последних лет
- Фомин, Валерий Иванович, режиссёр-мультипликатор,
- Черкасова, Оксана Леонтьевна, режиссёр-мультипликатор.

### В области музыкального и хореографического искусства
За концертные программы Московского государственного академического симфонического оркестра
- Коган, Павел Леонидович, дирижер.

За научные труды по истории отечественной музыки XVII — начала XVIII века, европейской полифонии XVII — начала XX века
- Протопопов, Владимир Васильевич, музыковед.

### В области театрального искусства
За исполнение ролей классического и современного репертуара
- Безруков, Сергей Витальевич, артист,
- Миронов, Евгений Витальевич, артист,
- Суханов, Максим Александрович, артист.

За исполнение главных ролей в спектаклях «Чайка» по пьесе А. Чехова, «Королевские игры» по мотивам пьесы М. Андерсона «1000 дней Анны Болейн» Московского государственного театра «Ленком»
- Захаров, Марк Анатольевич, режиссёр-постановщик.
- Броневой, Леонид Сергеевич, артист.
- Захарова, Александра Марковна, артистка.
- Лазарев, Александр Александрович, артист.
- Мордвинова, Амалия Руслановна, артистка.
- Певцов, Дмитрий Анатольевич, артист.
- Чурикова, Инна Михайловна, артистка.
- Янковский, Олег Иванович, артист.

За спектакли «Прости меня, мой ангел белоснежный» по пьесе А. Чехова «Безотцовщина», «Резвые крылья амура, или Бывшая Ваша благодетельница Меропа Мурзавецкая» по пьесе А. Островского «Волки и овцы»
- Иванов, Анатолий Васильевич, художественный руководитель Воронежского академического театра драмы имени А. Кольцова.

За создание новаторского театрального направления на основе традиций Евг. Вахтангова, Вс. Мейерхольда, Б. Брехта
- Любимов, Юрий Петрович, художественный руководитель Московского театра драмы и комедии на Таганке.

### В области эстрадного и циркового искусства
За цирковой аттракцион-спектакль «Слоны и тигры»
- Запашный, Мстислав Михайлович, артист, режиссёр цирка.

### В области просветительской деятельности
За цикл музыкальных фестивалей «Ирина Архипова представляет…»
- Архипова, Ирина Константиновна.

За создание системы введения в художественную культуру
- Неменский, Борис Михайлович.

## Лауреаты в области науки и техники
За монографию «Российское законодательство X—XX веков» в девяти томах
- Чистяков, Олег Иванович, доктор юридических наук, заведующий кафедрой Московского государственного университета имени М. В. Ломоносова, руководитель работы.
- Новицкая, Татьяна Евгеньевна, кандидат юридических наук, доцент.
- Фёдоров, Владимир Александрович, доктор исторических наук, профессор.
- Янин, Валентин Лаврентьевич, академик, заведующий кафедрой, — работник того же университета;
- Штамм, Светлана Ивановна, кандидат юридических наук, бывший старший научный сотрудник Института государства и права Российской академии наук;
- Казанцев, Сергей Михайлович, кандидат юридических наук, доцент Санкт-Петербургского государственного университета;
- Клеандрова, Валентина Михайловна, кандидат юридических наук, профессор Академии Федеральной службы безопасности Российской Федерации;
- Титов, Юрий Павлович, доктор юридических наук, профессор Московской государственной юридической академии.

За цикл работ «Химия карборанов и полиэдрических боранов»
- Брегадзе, Владимир Иосифович, доктор химических наук, заведующий лабораторией Института элементоорганических соединений имени А. Н. Несмеянова Российской академии наук.
- Захаркин, Леонид Иванович, доктор химических наук, главный научный сотрудник.
- Калинин, Валерий Николаевич, доктор химических наук, заведующий лабораторией, — работник того же института;
- Братцев, Виктор Александрович, кандидат химических наук, старший научный сотрудник Российского научного центра «Курчатовский институт»;
- Жигач, Алексей Фомич, доктор химических наук, бывший начальник отдела Государственного научного центра Российской Федерации «Государственный научно-исследовательский институт химии и технологии элементоорганических соединений».
- Парфенов, Борис Петрович, кандидат технических наук, начальник лаборатории того же научного центра;
- Кузнецов, Николай Тимофеевич, академик, заместитель директора Института общей и неорганической химии имени Н. С. Курнакова Российской академии наук.
- Солнцев, Константин Александрович, доктор химических наук, ведущий научный сотрудник того же института.

За разработку научных основ ликвидации и профилактики ящура в России
- Гусев, Анатолий Алексеевич, доктор ветеринарных наук, директор Всероссийского научно-исследовательского института защиты животных.
- Дудников, Андрей Иванович, кандидат ветеринарных наук, ведущий научный сотрудник.
- Шажко, Жорж Антонович, кандидат ветеринарных наук, заведующий лабораторией, — работник того же института;
- Кругликов, Борис Алексеевич, доктор ветеринарных наук, главный научный сотрудник Всероссийского государственного научно-исследовательского института контроля, стандартизации и сертификации ветеринарных препаратов.
- Салажов, Евгений Лаврентьевич, доктор ветеринарных наук, ведущий научный сотрудник.
- Третьяков, Александр Дмитриевич, кандидат ветеринарных наук, заместитель директора, — работник того же института;
- Сухарев, Олег Иванович, доктор ветеринарных наук, начальник отдела Департамента ветеринарии Министерства сельского хозяйства и продовольствия Российской Федерации.
- Седов, Владимир Александрович, кандидат ветеринарных наук, директор Центральной научно-производственной ветеринарной лаборатории того же департамента.

За новые принципы регулирования селективности хроматографических систем и создание сорбционных материалов
- Сакодынский, Карл Иванович, доктор химических наук, руководитель работы (посмертно);
- Беленький, Борис Григорьевич, доктор химических наук, заведующий лабораторией Института аналитического приборостроения Российской академии наук;
- Березкин, Виктор Григорьевич, доктор химических наук, заведующий лабораторией Института нефтехимического синтеза имени А. В. Топчиева Российской академии наук;
- Даванков, Вадим Александрович, доктор химических наук, заведующий лабораторией Института элементоорганических соединений имени А. Н. Несмеянова Российской академии наук;
- Никитин, Юрий Степанович, доктор химических наук, профессор Московского государственного университета имени М. В. Ломоносова;
- Самсонов, Георгий Васильевич, доктор химических наук, главный научный сотрудник Института высокомолекулярных соединений Российской академии наук.

За новый метод лечения тяжелообожженных культивированными фибробластами
- Саркисов, Донат Семёнович, академик Российской академии медицинских наук, заведующий отделом Института хирургии имени А. В. Вишневского, руководитель работы.
- Алексеев, Андрей Анатольевич , доктор медицинских наук, руководитель отделения.
- Глущенко, Евгений Викторович, доктор медицинских наук, бывший ведущий научный сотрудник.
- Морозов, Сергей Сергеевич, кандидат медицинских наук, бывший старший научный сотрудник.
- Серов, Георгий Георгиевич, кандидат биологических наук, старший научный сотрудник.
- Туманов, Владимир Павлович, доктор медицинских наук, руководитель группы, — работник того же института;
- Воздвиженский, Сергей Иванович, доктор медицинских наук, заместитель директора по науке Московского научно-исследовательского института педиатрии и детской хирургии;
- Будкевич, Людмила Иасоновна, кандидат медицинских наук, заведующая отделением детской городской клинической больницы N 9 имени Г. Н. Сперанского.

За разработку и внедрение системы повышения надежности и живучести Единой энергетической системы Российской Федерации
- Жуков, Василий Владимирович, кандидат технических наук, доцент Московского энергетического института (технического университета).
- Крючков, Иван Петрович, кандидат технических наук, профессор.
- Кузнецов, Юрий Павлович, кандидат технических наук, доцент.
- Неклепаев, Борис Николаевич, доктор технических наук, профессор, — работник того же института;
- Дьяков, Анатолий Фёдорович, член-корреспондент Российской академии наук, президент Российского акционерного общества энергетики и электрификации «ЕЭС России»;
- Козлов, Вадим Борисович, кандидат технических наук, директор Всероссийского электротехнического института имени В. И. Ленина;
- Львов, Юрий Николаевич, кандидат технических наук, заведующий лабораторией акционерного общества «Научно-исследовательский институт электроэнергетики»;
- Семёнов, Владимир Александрович, доктор технических наук, советник генерального директора Центрального диспетчерского управления Единой энергетической системы Российской Федерации.

За разработку и внедрение способа, техники и технологии термического расширения скважин на карьерах
- Дремин, Алексей Иванович, кандидат технических наук, генеральный директор акционерного общества «Михайловский горно-обогатительный комбинат».
- Мочалов, Владимир Ильич, доктор технических наук, начальник отдела того же акционерного общества;
- Калашников, Анатолий Тимофеевич, доктор технических наук, генеральный директор акционерного общества «Лебединский горно-обогатительный комбинат»;
- Антоненко, Леонид Кузьмич, кандидат технических наук, заместитель председателя Комитета Российской Федерации по металлургии;
- Гончаров, Степан Алексеевич, доктор технических наук, заведующий кафедрой Московского государственного горного университета.
- Дмитриев, Алексей Павлович, доктор технических наук, профессор того же университета.

За цикл работ «Стохастические методы в классической и квантовой статистической физике и теории измерений»
- Стратонович, Руслан Леонтьевич, доктор физико-математических наук, профессор Московского государственного университета имени М. В. Ломоносова;
- Белавкин, Вячеслав Павлович, доктор физико-математических наук, главный научный сотрудник Института новых технологий образования.

За самораспространяющийся высокотемпературный синтез ферритов, разработку и промышленное освоение новой высокоэффективной технологии
- Авакян, Петрос Бахшиевич, кандидат технических наук, старший научный сотрудник Института структурной макрокинетики Российской академии наук.
- Боровинская, Инна Петровна, доктор химических наук, руководитель исследовательского центра.
- Мержанов, Александр Григорьевич, член-корреспондент Российской академии наук, директор.
- Нерсесян, Микаел Давидович, доктор технических наук, заведующий отделом, — работник того же института;
- Андреев, Валерий Георгиевич, кандидат технических наук, руководитель группы технологов специального конструкторско — технологического бюро при Государственном заводе приборов и ферритов.
- Ткаченко, Вячеслав Андреевич, кандидат технических наук, главный инженер того же бюро;
- Салдугей, Анатолий Маркович, кандидат технических наук, директор Государственного завода приборов и ферритов.

За иммунные лактоглобулины для лечения и профилактики острых кишечных инфекций и дисбактериоза у детей
- Соболева, Светлана Васильевна, доктор медицинских наук, руководитель лаборатории Научно-исследовательского института микробиологии и паразитологии, руководитель работы.
- Гугуева, Валентина Сидоровна, лаборанту — исследователю.
- Конюхова, Наталья Алексеевна, кандидат биологических наук, старший научный сотрудник.
- Минеева, Людмила Дмитриевна, кандидат биологических наук, бывший старший научный сотрудник.
- Рабинович, Валентин Давидович, кандидат медицинских наук, врач-эпидемиолог.
- Фёдорова, Тамара Андреевна, бывший аппаратчик-технолог.
- Шепелев, Александр Павлович, доктор медицинских наук, директор, — работник того же института;
- Ермолов, Владимир Илларионович, доктор медицинских наук, бывший заместитель директора Саратовского научно-исследовательского института сельской гигиены.

За создание и серийное освоение универсального ряда электроприводов и комплексных систем управления пошивом для всех видов швейного оборудования, применяемого в легкой промышленности России
- Батазов, Виктор Николаевич, начальник отдела акционерной компании «Туламашзавод».
- Бессонов, Анатолий Николаевич, главный конструктор.
- Дронов, Евгений Анатольевич, директор по науке и технике.
- Филисов, Александр Дмитриевич, директор производства, — работник той же акционерной компании;
- Артющев, Владимир Васильевич, начальник отдела Конструкторского бюро приборостроения.
- Голованов, Николай Сергеевич, начальник сектора того же конструкторского бюро;
- Едличка, Яромир, начальник Московского бюро акционерного общества «Минерва»;
- Шорников, Евгений Ефимович, доктор технических наук (посмертно).

За цикл работ «Динамика твердого тела на струне и смежные задачи»
- Ишлинский, Александр Юльевич, академик, почетный директор Института проблем механики Российской академии наук, руководитель работы;
- Мирер, Сергей Александрович, доктор физико-математических наук, ведущий научный сотрудник Института прикладной математики имени М. В. Келдыша Российской академии наук.
- Сарычев, Василий Андреевич, доктор физико-математических наук, заведующий сектором того же института;
- Рубановский, Владимир Николаевич, доктор физико-математических наук, профессор Государственной академии нефти и газа имени И. М. Губкина;
- Румянцев, Валентин Витальевич, академик, главный научный сотрудник Вычислительного центра Российской академии наук;
- Стороженко, Владимир Александрович, доктор физико-математических наук, ведущий научный сотрудник Института математики Национальной академии наук Украины.
- Темченко, Мария Евдокимовна, доктор физико-математических наук, ведущий научный сотрудник того же института;
- Малашенко, Сергей Васильевич, доктор технических наук (посмертно).

За «Диалектологический атлас русского языка. Центр Европейской части СССР»
- Пшеничнова, Надежда Николаевна, доктор филологических наук, заведующая отделом Института русского языка имени В. В. Виноградова Российской академии наук.
- Бромлей, Софья Владимировна, кандидат филологических наук, бывший ведущий научный сотрудник.
- Булатова, Лидия Николаевна, кандидат филологических наук, бывший младший научный сотрудник.
- Бурова, Елена Григорьевна, бывший научный сотрудник.
- Васильева, Алла Константиновна, бывший младший научный сотрудник.
- Захарова, Капитолина Фёдоровна, кандидат филологических наук, бывший старший научный сотрудник.
- Строганова, Татьяна Георгиевна, кандидат филологических наук, бывший старший научный сотрудник.
- Теплова, Вера Николаевна, кандидат филологических наук, бывший старший научный сотрудник, — работники того же института.

За разработку теоретических и прикладных проблем геномной дактилоскопии
- Георгиев, Георгий Павлович, академик, директор Института биологии гена Российской академии наук.
- Рысков, Алексей Петрович, член-корреспондент Российской академии наук, заведующий лабораторией того же института;
- Лимборская, Светлана Андреевна, доктор биологических наук, заведующая отделом Института молекулярной генетики Российской академии наук.
- Просняк, Михаил Иванович, кандидат биологических наук, заведующий сектором того же института;
- Иванов, Павел Леонидович, доктор биологических наук, старший научный сотрудник Института молекулярной биологии имени В. А. Энгельгардта Российской академии наук;
- Рогаев, Евгений Иванович, кандидат биологических наук, заведующий лабораторией Научного центра психического здоровья Российской академии медицинских наук;
- Джинчарадзе, Аполлон Гизоевич, кандидат биологических наук (посмертно).

За монографию «Культура Византии IV—XV веков» в трёх томах
- Аверинцев, Сергей Сергеевич, член-корреспондент Российской академии наук, заведующий отделом Института мировой культуры при Московском государственном университете имени М. В. Ломоносова;
- Бычков, Виктор Васильевич, доктор философских наук, главный научный сотрудник Института философии Российской академии наук;
- Карпов, Сергей Павлович, доктор исторических наук, заведующий кафедрой Московского государственного университета имени М. В. Ломоносова;
- Курбатов, Георгий Львович, доктор исторических наук, профессор Санкт-Петербургского государственного университета;
- Литаврин, Геннадий Григорьевич, академик, заведующий отделом Института славяноведения и балканистики Российской академии наук;
- Медведев, Игорь Павлович, доктор исторических наук, главный научный сотрудник Санкт-Петербургского филиала Института российской истории Российской академии наук;
- Удальцова, Зинаида Владимировна, доктор исторических наук (посмертно).

За разработку научных основ и технологии массового производства качественно новых сортов пива высокой стойкости
- Плахова, Галина Сергеевна, директор Московского экспериментального завода напитков Российской академии сельскохозяйственных наук, руководитель работы.
- Данелян, Гагик Михайлович, заместитель директора.
- Лощинин, Сергей Михайлович, главный инженер.
- Терешина, Эльвира Викторовна, кандидат технических наук, начальник научно-исследовательского сектора.
- Шишелова, Вера Ивановна, начальник отдела.
- Яковлева, Лилия Георгиевна, заместитель директора, — работник того же завода;
- Саришвили, Наскид Григорьевич, академик Российской академии сельскохозяйственных наук, директор Научно-исследовательского института пивоваренной, безалкогольной и винодельческой промышленности Российской академии сельскохозяйственных наук.
- Салманова, Людмила Сергеевна, доктор технических наук, заведующая группой того же института.

За создание научно-технических основ разработки микромощных цифровых интегральных схем, технологии, комплекса производственного оборудования и организацию их массового выпуска и внедрения
- Андреев, Анатолий Сергеевич, кандидат технических наук, начальник Департамента электронной промышленности Министерства оборонной промышленности Российской Федерации, руководитель работы;
- Лапин, Валерий Николаевич, заместитель главного инженера — главный конструктор научно-производственного предприятия «Новосибирский завод полупроводниковых приборов с ОКБ».
- Синекаев, Владимир Васильевич, начальник Особого конструкторского бюро.
- Хропов, Юлий Евгеньевич, директор, — работник того же научно-производственного предприятия;
- Курицын, Николай Иванович, главный технолог завода «Экситон»;
- Новотный, Станислав Иосифович, директор научно-производственного предприятия «Восток»;
- Полосин, Александр Николаевич, главный конструктор направления акционерного общества «Институт точной технологии и проектирования»;
- Потапов, Иван Михайлович, кандидат технических наук, старший научный сотрудник Научно-производственного объединения автоматики и приборостроения.

За разработку теоретических и прикладных методов определения теплофизических свойств газов и жидкостей, используемых в энергетике и других отраслях техники
- Александров, Алексей Александрович, доктор технических наук, профессор Московского энергетического института (технического университета).
- Алтунин, Виктор Владимирович, кандидат технических наук, профессор.
- Сычев, Вячеслав Владимирович, доктор технических наук, заведующий кафедрой, — работник того же института;
- Григорьев, Борис Афанасьевич, доктор технических наук, главный научный сотрудник Всероссийского научно-исследовательского центра стандартизации, информации и сертификации сырья, материалов и веществ.
- Козлов, Александр Дмитриевич, доктор технических наук, директор.
- Мамонов, Юрий Викторович, кандидат технических наук, заместитель директора по научной работе.
- Рабинович, Виктор Абрамович, доктор технических наук, главный научный сотрудник, — работник того же центра;
- Спиридонов, Гельберт Александрович, кандидат технических наук (посмертно).

За цикл работ «Исследование инвариантов гладких многообразий и гамильтоновых динамических систем»
- Мищенко, Александр Сергеевич, доктор физико-математических наук, профессор Московского государственного университета имени М. В. Ломоносова.
- Фоменко, Анатолий Тимофеевич, академик, заведующий кафедрой того же университета.

За разработку научных основ, создание и внедрение системы анализа отказов радиоэлектронных средств, вычислительной техники и комплектующих электрорадиоизделий в целях обеспечения их надежности
- Андреев, Александр Иванович, кандидат технических наук, начальник центра анализа отказов 22-го Центрального научно-исследовательского испытательного института.
- Бедрековский, Михаил Алексеевич, кандидат технических наук, ведущий научный сотрудник.
- Торопов, Юрий Александрович, кандидат технических наук, заместитель начальника отдела, — работник того же института;
- Бойко, Виктор Денисович, кандидат технических наук, президент акционерного общества «Взлет»;
- Дубицкий, Лев Григорьевич, кандидат технических наук, ведущий научный сотрудник Всероссийского научно-исследовательского института сертификации;
- Журавлева, Людмила Васильевна, кандидат технических наук, доцент Московского государственного технического университета имени Н. Э. Баумана;
- Лебедев, Константин Васильевич, кандидат технических наук, ведущий научный сотрудник Всероссийского научно-исследовательского института «Эталон»;
- Савченко, Владимир Петрович, кандидат технических наук, главе администрации г. Фрязино Московской области.

За разработку научных основ и комплекса новых технологических процессов и оборудования для современного приборостроения
- Люшинский, Анатолий Владимирович, доктор технических наук, начальник лаборатории акционерного общества «Раменское приборостроительное КБ», руководитель работы.
- Власов, Евгений Николаевич, начальник сектора.
- Джанджгава, Гиви Ивлианович, доктор технических наук, генеральный директор.
- Ефанов, Анатолий Алексеевич, главный инженер.
- Шмелев, Юрий Иванович, оператор — сварщик VI разряда, — работник того же акционерного общества;
- Левина, Вера Васильевна, кандидат технических наук, ведущий научный сотрудник Московского института стали и сплавов.
- Рыжонков, Дмитрий Иванович, доктор технических наук, заведующий кафедрой того же института;
- Панаетов, Василий Григорьевич, кандидат технических наук, заместитель генерального директора акционерного общества «Интехмаш».

За цикл работ «Комплексное аэрокосмическое зондирование при создании и эксплуатации геотехнических систем»
- Савиных, Виктор Петрович, доктор технических наук, ректор Московского государственного университета геодезии и картографии.
- Садов, Алексей Васильевич, доктор геолого-минералогических наук, профессор того же университета;
- Викторов, Алексей Сергеевич, доктор географических наук, заведующий лабораторией Научного геоинформационного центра Российской академии наук;
- Киенко, Юрий Павлович, кандидат технических наук, генеральный директор Государственного научно-исследовательского и производственного центра «Природа»;
- Ревзон, Андрей Львович, доктор географических наук, директор научно-производственного центра «Аэроизыскания»;
- Скобелев, Сергей Фёдорович, кандидат геолого-минералогических наук, старший научный сотрудник Геологического института Российской академии наук;
- Шилин, Борис Владимирович, доктор геолого-минералогических наук, главный научный сотрудник Всероссийского научно-исследовательского института космоаэрогеологических методов.

За решение проблемы восстановления и использования загрязненных территорий на примере застройки квартала 38 а, б по Мичуринскому проспекту Москвы
- Улановский, Геннадий Моисеевич, первый вице-президент акционерного общества «Компания Главмосстрой», руководитель работы;
- Баранова, Валентина Николаевна, главный инженер проектов акционерного общества «Моспроект»;
- Брячихин, Алексей Михеевич, доктор экономических наук, префекту Западного административного округа Москвы;
- Гологорский, Семён Гершкович, генеральный директор акционерного общества «Территориальное управление капитального строительства — 3»;
- Сапронов, Николай Дмитриевич, генеральный директор акционерного общества «Мосфундаментстрой-2»;
- Селиванов, Борис Викторович, генеральный директор акционерного общества «Москапстрой»;
- Топельсон, Яков Гдалиевич, заместитель руководителя департамента строительства правительства Москвы.

За создание новых методов управления пучками частиц высоких энергий на ускорителях с помощью изогнутых кристаллов и их реализацию
- Бирюков, Валерий Михайлович, кандидат физико-математических наук, научный сотрудник Института физики высоких энергий Государственного научного центра Российской Федерации.
- Котов, Владилен Иванович, доктор физико-математических наук, руководитель отдела.
- Чесноков, Юрий Андреевич, кандидат физико-математических наук, научный сотрудник, — работник того же института;
- Таратин, Александр Михайлович, кандидат физико-математических наук, старший научный сотрудник Лаборатории высоких энергий Объединённого института ядерных исследований.
- Цыганов, Эдуард Николаевич, доктор физико-математических наук, исполняющий обязанности главного научного сотрудника той же лаборатории;
- Самсонов, Владимир Михайлович, доктор физико-математических наук, заведующий лабораторией Петербургского института ядерной физики имени Б. П. Константинова Российской академии наук;
- Бавижев, Мухамед Данильевич, доктор физико-математических наук, профессор Карачаево-Черкесского технологического института;
- Смирнов, Алексей Иванович, кандидат физико-математических наук (посмертно).

За цикл работ «Наследственное биохимическое разнообразие, его роль в эволюции и индивидуальном развитии»
- Алтухов, Юрий Петрович, член-корреспондент Российской академии наук, директор Института общей генетики имени Н. И. Вавилова Российской академии наук.
- Животовский, Лев Анатольевич, доктор биологических наук, кандидат физико-математических наук, главный научный сотрудник, — работник того же института,
- Рычков, Юрий Григорьевич, доктор биологических наук, заведующий лабораторией, — работник того же института,
- Салменкова, Елена Александровна, кандидат биологических наук, старший научный сотрудник, — работник того же института;
- Корочкин, Леонид Иванович, член-корреспондент Российской академии наук, заведующий лабораторией Института биологии развития имени Н. К. Кольцова Российской академии наук;
- Серов, Олег Леонидович, доктор биологических наук, заместитель директора Института цитологии и генетики Сибирского отделения Российской академии наук;
- Созинов, Алексей Алексеевич, академик Российской академии сельскохозяйственных наук, академик Национальной академии наук Украины, директор Института агроэкологии и биотехнологии Украинской академии аграрных наук;
- Мертвецов, Николай Павлович, доктор биологических наук, заместитель директора Новосибирского института биоорганической химии Сибирского отделения Российской академии наук.

За создание и внедрение в серийное производство одноместного боевого вертолета Ка-50
- Михеев, Сергей Викторович, доктор технических наук, генеральный конструктор акционерного общества «Камов», руководитель работы.
- Емельянов, Николай Николаевич, заместитель главного конструктора.
- Лазаренко, Юрий Андреевич, кандидат технических наук, ведущий конструктору.
- Якеменко, Григорий Васильевич, главный конструктор, — работник того же акционерного общества;
- Изотов, Пётр Сергеевич, главный конструктор научно-производственного предприятия «Завод имени В. Я. Климова»;
- Костин, Владимир Иванович, заместитель командира войсковой части 22737;
- Тельчак, Анатолий Семёнович, кандидат технических наук, заместитель главного конструктора направления акционерного общества «Красногорский завод имени С. А. Зверева»;
- Темнов, Эдуард Николаевич, начальник отделения Санкт-Петербургского опытно-конструкторского бюро «Электроавтоматика».

За создание и внедрение высокоэффективных комплексов машин нового поколения для промышленного производства овощей и грибов в защищенном грунте
- Липов, Юрий Нойевич, доктор технических наук, директор отделения акционерного общества «Научно-исследовательский институт сельскохозяйственного машиностроения», руководитель работы.
- Галкин, Михаил Александрович, заведующий лабораторией.
- Доронин, Владимир Петрович, заведующий лабораторией.
- Шульженко, Борис Алексеевич, кандидат технических наук, заведующий лабораторией, — работник того же акционерного общества;
- Прищеп, Леонид Георгиевич, академик Российской академии сельскохозяйственных наук, научный консультант Всероссийского научно-исследовательского института электрификации сельского хозяйства — научно-исследовательской организации Российской академии сельскохозяйственных наук;
- Янковский, Иван Евстафьевич, академик Российской академии сельскохозяйственных наук, председателю президиума Северо-Западного научного центра Российской академии сельскохозяйственных наук;
- Ермаков, Евгений Иванович, академик Российской академии сельскохозяйственных наук, заместитель директора Агрофизического научно-исследовательского института Российской академии сельскохозяйственных наук;
- Микаелян, Георгий Александрович, доктор технических наук, заведующий отделом Всероссийского научно-исследовательского института овощеводства Российской академии сельскохозяйственных наук.

За создание конструкции и освоение производства многоцелевого гусеничного шасси и семейства скоростных машин на его базе
- Антонов, Владимир Михайлович, кандидат технических наук, начальник отдела акционерного общества «Всероссийский научно-исследовательский институт транспортного машиностроения»;
- Гулько, Юрий Александрович, генеральный директор акционерного общества «Метровагонмаш», — работник того же акционерного общества;
- Егоркин, Вячеслав Васильевич, кандидат технических наук, руководитель проектных работ, — работник того же акционерного общества;
- Лысунец, Валентин Иванович, заместитель главного конструктора, — работник того же акционерного общества;
- Рыбин, Вениамин Алексеевич, начальник конструкторского бюро, — работник того же акционерного общества;
- Солдатов, Юрий Петрович, вице-президент — технический директор, — работник того же акционерного общества;
- Елисеев, Александр Николаевич, кандидат технических наук, председателю научно-технического комитета Главного автобронетанкового управления Министерства обороны Российской Федерации;
- Чубарь, Леонид Самуилович, главный инженер акционерного общества «Подольский машиностроительный завод».

За цикл работ «Физиологические основы роста, продуктивности, устойчивости и селекции растений»
- Шевелуха, Виктор Степанович, академик Российской академии сельскохозяйственных наук, академик-секретарь отделения Российской академии сельскохозяйственных наук.